# Spelaeolychas hosei
Genre
Espèce
Synonymes
- Isometrus hosei Pocock, 1891
- Lychas hosei (Pocock, 1891)
- Lychas tweediei Kopstein, 1937
- Lychas hosei cavernicola Lourenço, 2007

Spelaeolychas hosei, unique représentant du genre Spelaeolychas, est une espèce de scorpions de la famille des Buthidae.

## Distribution
Cette espèce est endémique de Malaisie. Elle se rencontre en Malaisie péninsulaire et au Sarawak.

## Habitat
Cette espèce se rencontre à l’entrée de grottes.

## Description
La femelle holotype mesure 62 mm.
Les femelles mesurent de 62 à 69 mm.
Spelaeolychas hosei mesure de 45 à 70 mm.

## Systématique et taxinomie
Cette espèce a été décrite sous le protonyme Isometrus hosei par Pocock en 1891. Elle est placée dans le genre Archisometrus par Kraepelin en 1895. Elle est considérée comme synonyme de Lychas flavimanus par Kraepelin en 1899. Elle est relevée de synonymie par Vachon et Lourenço en 1985. Elle est placée dans le genre Spelaeolychas par Kovařík en 2019.

## Étymologie
Cette espèce est nommée en l'honneur de Charles Hose.

## Publications originales
- Pocock, 1891 : « On some Old-World species of scorpions belonging to the genus Isometrus. » Journal of the Linnean Society of London, vol. 23, p. 433-447 (texte intégral).
- Kovařík, 2019 : « Taxonomic reassessment of the genera Lychas, Mesobuthus, and Olivierus, with descriptions of four new genera (Scorpiones: Buthidae). » Euscorpius, no 288, p. 1-27 (texte intégral).